# Bułyżycy
Bułyżycy (biał. Булыжыцы; ros. Булыжицы) – wieś na Białorusi, w obwodzie mohylewskim, w rejonie mohylewskim, w sielsowiecie Kniażyce.